# Революція (виселок)
Револю́ція (рос. Революция, марій. Шӱргытӱр) — виселок у складі Гірськомарійського району Марій Ел, Росія. Входить до складу Пайгусовського сільського поселення.

## Населення
Населення — 133 особи (2010; 158 у 2002).
Національний склад (станом на 2002 рік):
- гірські марійці — 98 %